# هارولد كوران
هارولد كوران (بالإنجليزية: Harold Curran)‏ هو لاعب كرة قدم أسترالية أسترالي، ولد في 10 يونيو 1888، وتوفي في 26 يونيو 1971.

## وصلات خارجية
- هارولد كوران على موقع AustralianFootball.com (الإنجليزية)
- هارولد كوران على موقع AFLtables.com (الإنجليزية)